# Щеглов, Евгений Борисович
Евге́ний Бори́сович Щеглов (21 марта 1927 — 12 декабря 1991) — советский художник, график и карикатурист, сценограф, иллюстратор, фотограф. Известен как один из ведущих мастеров карикатуры в послевоенном советском искусстве. Заслуженный художник РСФСР (1970).

## Биография
Работал постоянным внештатным художником в журнале «Крокодил», автор альбомов юмористических рисунков «Юмор», «С добрым утром», «О больших и маленьких», «Мои знакомые», «Осторожно дети!» . Иллюстрировал произведения писателей — сатириков, рисовал для журналов «Веселые картинки», «Здоровье», «Пионер». Оформил несколько спектаклей в московских театрах, работал для цирка, оформляя клоунские номера, участник более ста московских, российских, международных выставок. Активно участвовал в общественной жизни  МОСХа и Союза Художников РСФСР, был одним из организаторов выставки «30 лет МОСХа». Заслуженный художник РСФСР.
Продолжатель традиций классической карикатуры. Учился у известных мастеров сатирической графики — Б.Пророкова и Г. Валька. В процессе творчества у художника появился свой узнаваемый стиль.
Известный карикатурист Борис Ефимов так писал о творчестве Щеглова 

Восхищает удивительная художественная зоркость Щеглова, его феноменальная наблюдательность, умение видеть и показать смешное в самых, казалось бы, обыденных, ничем не примечательных бытовых взаимоотношениях людей. В щегловских работах удивительно гармонично сочетается достоверность с чудесно подмеченным внутренним комизмом ситуации.
Художественная манера Щеглова легка, свободна, изящна и даже, на первый взгляд, немного небрежна. Но за этой кажущейся „небрежностью“ — настойчивый, изыскательный творческий труд, десятки набросков с натуры, эскизов, вариантов, поисков самого точного, верного, единственно удовлетворяющего художника зрительного образа.— Б. Ефимов, народный художник Российской Федерации 
Умер в 1991 году. Похоронен на Ваганьковском кладбище. Родственное захоронение. Супруга — Марчевская Юлия Николаевна (03.12.1928 — 2009), художник театра и кино. Член Союза художников СССР.
После смерти автора оказались востребованными его фотографии — они были выставлены на Московском фотобиеннале и в Фотогалерее имени братьев Люмьер.

## Альбомы юмористических рисунков
- «Юмор» из-во «Советский художник» Москва 1961г
- «Юмористические рисунки» из-во «Правда» Москва 1964г
- «С добрым утром» из-во «Советский художник» Москва 1966г
- «О больших и маленьких» из-во «Советский художник» Москва 1973г
- «Мои знакомые» из во «Малыш» Москва 1974г
- «Осторожно, дети» Мастера советской карикатуры Москва из во «Советский художник» 1978г